# 李吉甫旧宅
李吉甫旧宅是英商仁记洋行买办李吉甫在天津的故居。主楼建于1918年，位于当时的天津法租界的霞飞路（Avenue Joffre）（今和平区花园路12号），该建筑目前是天津市文物保护单位和特殊保护等级历史风貌建筑。

## 建筑
李吉甫旧宅由乐利工程司瑞士建筑师陆甫设计而成的。该建筑占地面积5429.36平方米，建筑面积4891平方米，为两组二层砖木结构楼房（设有地下室），主楼分为东、南、北三幢。正门入口为三个带方钢透孔花饰的拱券门廊，顺台阶入内是方形回廊，回廊中设有二十根塔斯干式柱。天井中央原有喷水池，四角设大花坛。在回廊的东、西、北三面各有一组建筑，建筑中央设有两层高的十字交叉拱大厅，四角分别立两根带座基的爱奥尼克柱子，卧室、客厅、餐厅、书房等环布四周。大厅地面为美术图案水磨石，四角设地下室采光窗。二层回廊四角各有两根塔司干柱子支撑檐部及十字叉拱顶。该楼外墙有方壁柱凸形窗，檐部有齿饰，造型新颖别致。
该楼内部装修十分考究，住房全部用菲律宾木料，双槽窗，红缸砖地面，大厅地面为美术图案水磨石。外墙面局部有方壁柱凸形窗，檐部有齿饰，造型新颖别致。主楼外四周院内有花木绿地，南侧为铁花栏杆的院墙。这所四周临街、引人往目的大宅院，风格独特，造型典雅，环境清幽，充满豪华气派，是一座用古典主义手法建筑装饰的近代优秀建筑。现为天津市和平区政府所在地。

## 内部链接
- 仁记洋行天津分行大楼